# Neotheronia obesa
Neotheronia obesa är en stekelart som beskrevs av Krieger 1905. Neotheronia obesa ingår i släktet Neotheronia och familjen brokparasitsteklar. Inga underarter finns listade i Catalogue of Life.